# Hatanaka Taszuku
Hatanaka Taszuku (japánul: 畠中祐, Kanagava prefektúra , 1994. augusztus 17. –) japán színész és szinkronszínész. Ő a hivatalos japán szinkronhangja Skandar Keynesnek, aki Edmund Pevensiet alakítja a Narnia krónikái filmsorozatban. Taszuku Spencer Breslinnek is a hivatalos japán szinkronhangja.
Hatanaka Taszuku a Kanagava prefektúrában született 1994. augusztus 17-én. Szülei Hatanaka Hirosi és Fukusima Keiko.

## Fordítás
- Ez a szócikk részben vagy egészben  a   Tasuku Hatanaka című angol Wikipédia-szócikk ezen változatának fordításán alapul.  Az eredeti cikk szerkesztőit annak laptörténete sorolja fel. Ez a jelzés csupán a megfogalmazás eredetét és a szerzői jogokat jelzi, nem szolgál a cikkben szereplő információk forrásmegjelöléseként.